# Domači dihur
Domáči dihúr (znanstveno ime Mustela putorius furo) je udomačena podvrsta evropskega dihurja. Manj pogosto domačega dihurja imenujemo vrética.

## Dihur kot ljubljenec
Domači dihur je prijeten, zanimiv, a zahteven ljubljenček.
Vonj ali duh, ki ga pregovorno pričakujemo od dihurja, je pri hišnih ljubljenčkih načeloma blag in nekaterim celo prijeten. Nekatere ljudi vonj dihurjev spominja na vonj po medu.
Vonj nekastriranih živali, predvsem samcev v obdobju gonitve, je veliko bolj izrazit - lahko ga omilimo z rednim menjavanjem “posteljnine”, rednim čiščenjem kletke in ne prepogostim kopanjem. Veliko vlogo pri vonju ima tudi prehrana: dihurji hranjeni z nekvalitetno hrano imajo močnejši vonj, predvsem smrdijo njihovi iztrebki, ki jih je tudi znatno več, saj hrane zaradi neprimerne sestave ne prebavijo dobro.
Pregovorni dihurski “izpuh” se običajno zgodi med pretepom, kadar se žival zelo ustraši, v manjših količinah pa tudi ob preveliki stimulaciji (npr. od ugodja pri “crkljanju”).